# كوري كليمنت
كوري كليمنت (بالإنجليزية: Corey Clement)‏ هو لاعب كرة قدم أمريكية أمريكي، ولد في 2 نوفمبر 1994 في غلاسبورو في الولايات المتحدة.

## وصلات خارجية
- كوري كليمنت على موقع مرجع كرة القدم المحترفة.كوم (الإنجليزية)